# Фальстарт (фильм)
«Фальстарт» (англ. Jumping the Gun) — австралийский короткометражный фильм 1993 года режиссёра Джейн Шнайдер, участник Baltimore Lesbian & Gay Film Festival 1993 года. Фильм транслировался телекомпанией SBS. Фильм включался в сборник короткометражных фильмов на лесбийскую тематику Lesbian Nation.

## Сюжет
Девушка просыпается с подругой, с которой познакомилась только прошлым вечером. Пока подруга спит, она бродит по её квартире. Осматривая царящий здесь полный беспорядок, она начинает лучше понимать свою мимолётную знакомую, которая, похоже, не слишком удачливая писательница. Фантазируя, как может сложиться их дальнейшая жизнь, гостья решает здесь не задерживаться.

## Актерский состав
| В ролях            |  | Персонаж |
| ------------------ |  | -------- |
| Дженни Вулетич     |  | Хозяйка  |
| Джордия-Трой Барнс |  | Гостья   |